# پزشکی انتقال خون
پزشکی انتقال خون شاخه‌ای از پزشکی است که در رابطه با انتقال خون و اجزای خون فعالیت می‌کند. این دانش شامل ایمونوهماتولوژی، اهدای خون، آفرزیس، سلول درمانی، انعقاد خون و دیگر آزمایش‌های پزشکی می‌باشد. مدیریت آزمایشگاه و درک درست از قوانین انتقال خون نیز بخش بزرگی از این زمینه می‌باشند.

پزشکی انتقال خون شاخه‌ای از آسیب شناسی بالینی است. پزشکان از طیف گسترده‌ای از زمینه‌های پزشکی از جمله آسیب شناسی، پزشکی داخلی، پزشکی کودکان و پزشکی بیهوشی دارای شرایط برای دریافت بورد انتقال خون می‌باشند.

## تاریخچه
در سال ۱۶۲۸، پزشک انگلیسی ویلیام هاروی گردش خون در سراسر بدن را کشف کرد.در مدت کمی پس از آن، برای اولین بار انتقال خون انجام شد. در سال ۱۶۶۵ ریچارد لوور انگلیسی با موفقیت بین سگ‌ها انتقال خون را انجام داد و توانست آن‌ها را زنده نگه دارد.

## تفاوت در کشورها

### دانمارک
در دانمارک تخصصی از ایمنی‌شناسی بالینی است.

### نروژ
در نروژ تخصصی از ایمنی‌شناسی است

### ایالات متحده
در ایالات متحده آمریکا، پزشکی انتقال خون به عنوان دوره خاصی شناخته نشده‌است.

### بریتانیا
در بریتانیا، پزشکی انتقال خون فوق تخصص هماتولوژی است.